# Shahar Hauon

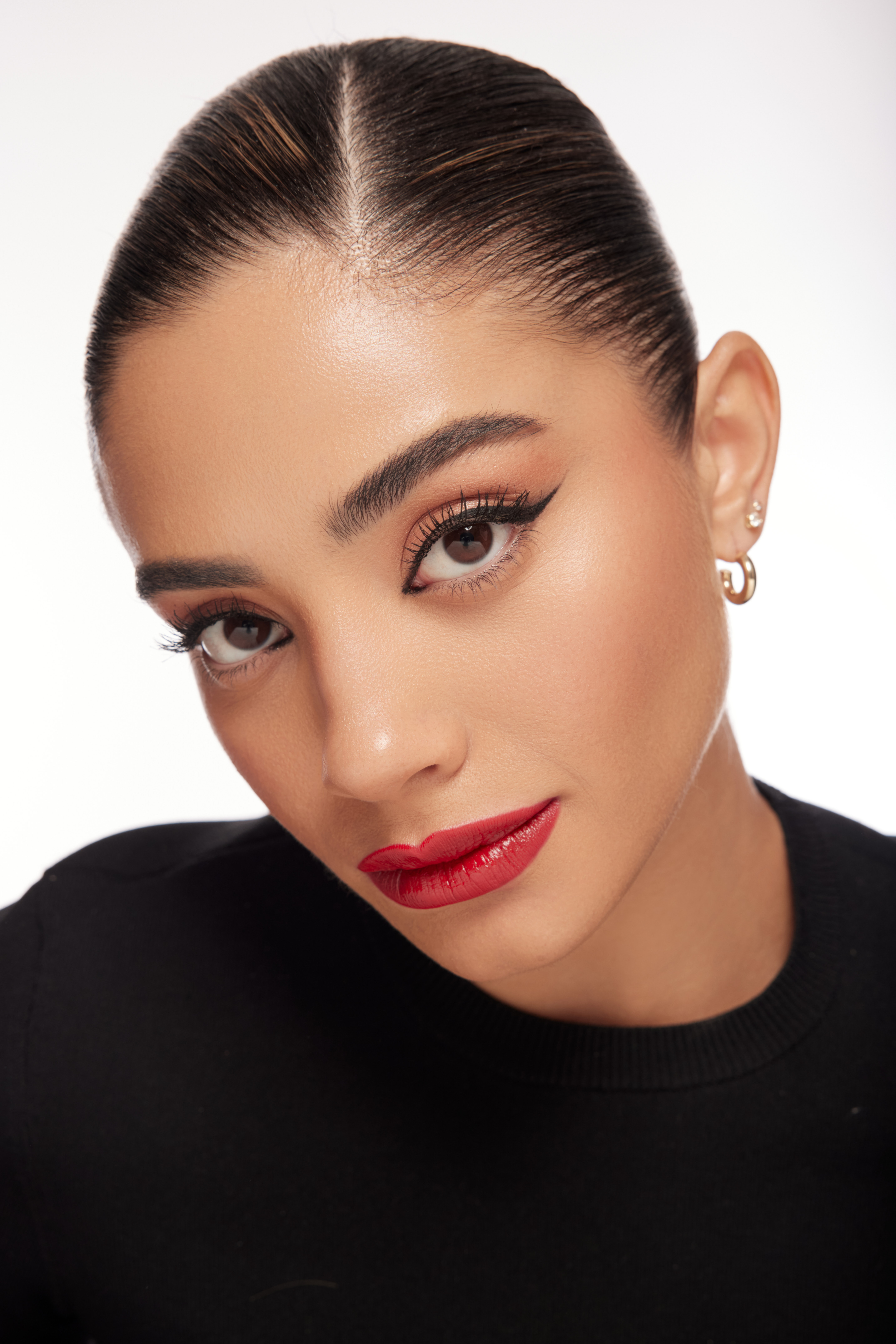
Schachar Chauon

Shahar Hauon (hebräisch שַׁחַר חָיוּן Schachar Chajūn, wobei in manchen israelischen Akzenten der stimmhafte palatale Approximant [j] kaum hörbar oder nicht gesprochen wird; * 21. April 2000 in Beʾer Scheva, Israel) ist eine israelische Schauspielerin, Model und Webvideoproduzentin.

## Leben und Karriere
Hauon ist auf Plattformen wie TikTok und Instagram aktiv. Auf TikTok hat sie über 650.000 Follower gewonnen und arbeitet auch als Model für verschiedene Marken wie ASOS und Missguided.
Neben ihrer Tätigkeit als Model hat Hauon auch in mehreren TV-Produktionen mitgewirkt. 2023 spielte sie in den Serien Full Speed und Bnei Mitzvah mit und nahm 2022 an einem Musikvideo des Sängers Eden Hasson teil.
In ihrem Privatleben ist sie mit On Refaeli liiert.

## Filmografie
- 2018: Schilton haTzlalim (Herrschaft der Schatten; Fernsehserie, 1 Episode)
- 2023: Full Speed (Fernsehserie, 22 Episoden)